# كهوف ستيركفونتاين
كهوف ستيركفونتاين منطقة أثرية في جنوب أفريقيا تعتبر مسرحًا لأهم الاكتشافات الأثرية في العالم، وتوجد على بعد 15كم شمال غربي مدينة جوهانسبرغ.
في عام 1947م اكتشف عالم الآثار روبرت بروم جمجمة في الكهوف قُدِّر عمرُها بـ 1,5 مليون سنة، وتنتمي إلى مخلوق ذكر مكتمل النمو يعرف باسم القرد الجنوبي.
وجدت في الكهوف أيضًا بقايا حيوانات قديمة بما في ذلك قطط الأسنان المعقوفة (أسنان طويلة حادة تشبه السيف) والضِّباع، والخنازير الوحشية الإفريقية، والظباء، كما وُجدت أدوات بسيطة مصنوعة من الحجر. وُجدت معظم هذه البقايا في قطع من الصخر صارت ملتصقة مع بعضها في أرضية الكهوف.

## معرض صور

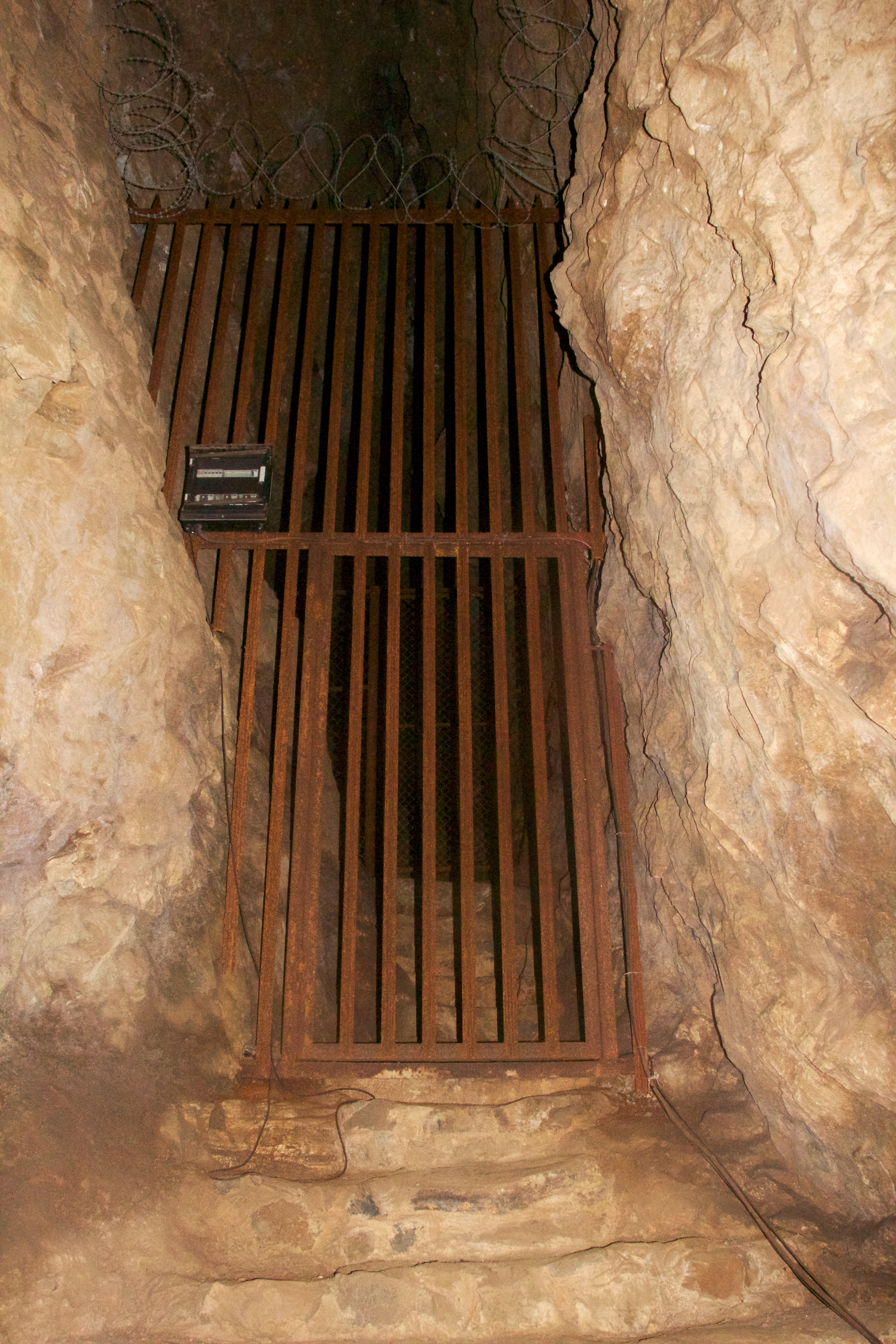
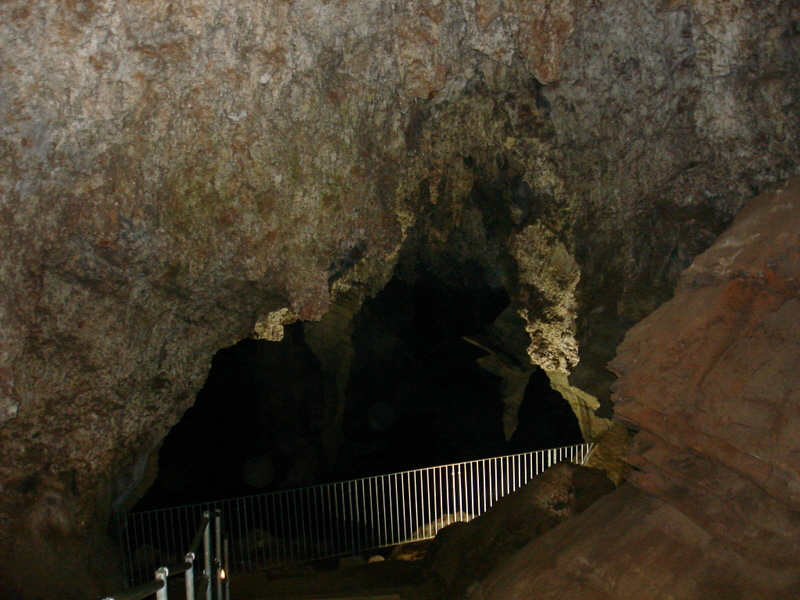
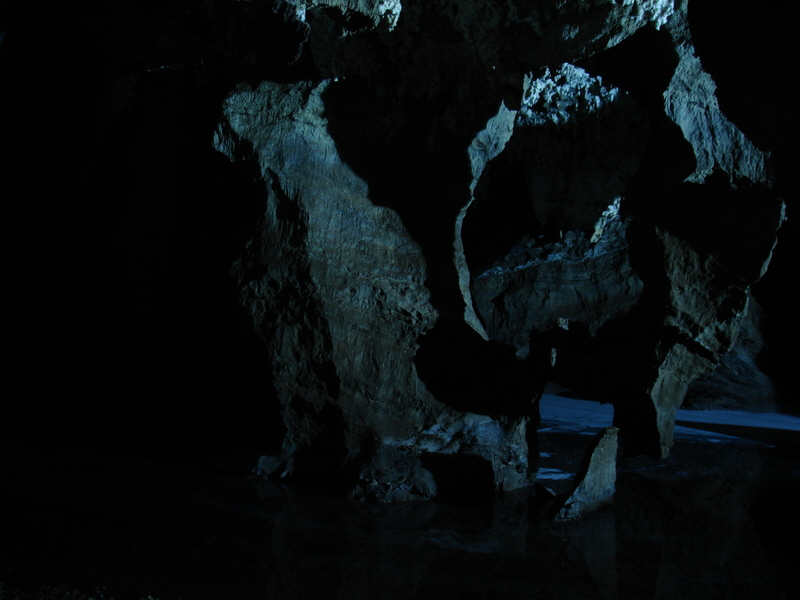